# Heaton
Heaton is een civil parish in het bestuurlijke gebied Staffordshire Moorlands, in het Engelse graafschap Staffordshire. In 2001 telde het dorp 302 inwoners. Zeventien bouwwerken in het plaatsje staan op de Britse monumentenlijst.